# Котино (Губаницкое сельское поселение)
Ко́тино (фин. Kottina) — деревня в Клопицком сельском поселении Волосовского района Ленинградской области.

## История
Впервые упоминается в Писцовой книге Водской пятины 1500 года в Ильинском Заможском погосте в Бегуницах.
Затем как деревня Kotino by в Заможском погосте в шведских «Писцовых книгах Ижорской земли» 1618—1623 годов.
Обозначена на карте Ингерманландии А. И. Бергенгейма, составленной по материалам 1676 года, как деревня Kottina.
На шведской «Генеральной карте провинции Ингерманландии» 1704 года — как мыза Kottina hoff.
Как мыза Коттина — на «Географическом чертеже Ижорской земли» Адриана Шонбека 1705 года.
Как мыза Котино она обозначена на карте Ингерманландии А. Ростовцева 1727 года.
На карте Санкт-Петербургской губернии Я. Ф. Шмидта 1770 года упоминается как мыза Котинская.
Согласно 8-й ревизии 1833 года мыза Котино принадлежала тайному советнику А. И. Полянскому.
Две смежные деревни Котино и деревня Сосенко упоминаются на карте Санкт-Петербургской губернии Ф. Ф. Шуберта 1834 года.

КОТИНО — мыза и деревня принадлежат тайной советнице Полянской, число жителей по ревизии: 33 м. п., 32 ж. п. (1838 год)

На карте Ф. Ф. Шуберта 1844 года обозначены две смежные деревни Котино и Сосенка Котино.
В пояснительном тексте к этнографической карте Санкт-Петербургской губернии П. И. Кёппена 1849 года она записана как деревня Kottina (Ожогина или Котино) и указано количество её жителей на 1848 год: савакотов — 20 м. п., 23 ж. п., всего 43 человека и 34 русских обоего пола.
Согласно 9-й ревизии 1850 года мыза Котино принадлежала помещице Юлии Вестенрик.

КОТИНА — деревня господина Фон-Вестенрик, по просёлочной дороге, число дворов — 12, число душ — 31 м. п. (1856 год)

Согласно «Топографической карте частей Санкт-Петербургской и Выборгской губерний» 1860 года деревня Котино состояла из 9 крестьянских дворов, часовни и кузницы, на юго-западе деревни находилась мыза Котино, к югу от неё — деревня  Малое Котино из 2 дворов.

КОТИНО БОЛЬШОЕ — деревня и мыза владельческие при колодцах, по левую сторону Самрянской дороги в 48 верстах от Петергофа, число дворов — 9, число жителей: 33 м. п., 25 ж. п.; Часовня православная. 

КОТИНО МАЛОЕ — деревня и мыза владельческие при колодцах, по левую сторону Самрянской дороги в 48 верстах от Петергофа, число дворов — 3, число жителей: 5 м. п., 8 ж. п. (1862 год)

В 1864 году временнообязанные крестьяне деревни выкупили свои земельные наделы у Ю. Ф. Вестерник и стали собственниками земли.
- План деревни Котино. 1885 г.

Согласно карте окрестностей Санкт-Петербурга в 1885 году деревня Котино состояла из 13 крестьянских дворов.
Согласно материалам по статистике народного хозяйства Петергофского уезда 1887 года, мыза Котино площадью 168 десятин принадлежала саксонскому подданному Э. К. Бушману, она была приобретена в 1882 году за 7000 рублей. На мызе работал кирпичный завод.
В конце XIX века деревня административно относилась к Губаницкой волости 1-го стана Петергофского уезда Санкт-Петербургской губернии, в начале XX века — 2-го стана. Население деревни Kottina I было исключительно финским, деревни Kottina II — финско-русским.
По данным «Памятной книжки Санкт-Петербургской губернии» за 1905 год мыза Котино площадью 165 десятин принадлежала Константину Константиновичу Риттеру.
К 1913 году количество дворов в деревне увеличилось до 16, в деревне была часовня и «господский двор».
С 1917 по 1923 год деревня Котино входила в состав Губаницкого сельсовета Губаницкой волости Петергофского уезда.
С 1923 года в составе Волговского сельсовета Троцкого уезда.
Согласно данным переписи населения СССР 1926 года в деревне Котино Горского сельсовета проживали 104 человека, большинство русские, а также финны.
С февраля 1927 года в составе Венгиссаровской волости. С августа 1927 года в составе Волосовского района.
В 1928 году население деревни Котино составляло 94 человека.
- План деревни Котино. 1931 год

Согласно топографической карте 1931 года деревня насчитывала 26 дворов, в деревне находилась часовня.
По данным 1933 года деревня Котино входила в состав Горского сельсовета Волосовского района.
В 1940 году население деревни Котино составляло 124 человека.
C 1 августа 1941 года по 31 декабря 1943 года деревня находилась в оккупации.
С 1954 года в составе Губаницкого сельсовета.
С 1963 года в составе Кингисеппского района.
С 1965 года вновь в составе Волосовского района.
По административным данным 1966, 1973 и 1990 годов деревня Котино также входила в состав Губаницкого сельсовета.
В 1997 году в деревне Котино не было постоянного населения, деревня относилась к Губаницкой волости, в 2002 году — проживали 2 человека (все армяне), в 2007 году — также 2 человека.
В мае 2019 года Губаницкое и Сельцовское сельские поселения вошли в состав Клопицкого сельского поселения.

## География
Деревня расположена в северо-восточной части района на автодороге 41К-352 (Волгово — Ожогино).
Расстояние до административного центра поселения — 14 км.
Расстояние до ближайшей железнодорожной станции Волосово — 19 км.

## Демография
| 1862 | 2002 | 2007 | 2010 | 2017 |
| ---- | ---- | ---- | ---- | ---- |
| 71   | ↘2   | →2   | ↗8   | ↗21  |

### Национальный состав
Согласно данным Всероссийской переписи населения 2021 года в деревне проживали 18 человек, из них:
 русские — 13, армяне — 3, другие национальности — 2 человека.